# Куйган (Илийский район)
Куйган (каз. Құйған) — упразднённое село в Илийском районе Алматинской области Казахстана. Входило в состав Жетыгенского сельского округа. 
В 2023 году включено в состав села Жетыген и исключено из учётных данных.

## Население
В 1999 году население села составляло 786 человек (398 мужчин и 388 женщин). По данным переписи 2009 года, в селе проживало 880 человек (440 мужчин и 440 женщин).